# Baixo Mondego
O Baixo Mondego foi uma sub-região estatística portuguesa, parte da Região do Centro (Região das Beiras), do Distrito de Coimbra e do Distrito de Aveiro. Limitava a norte com o Baixo Vouga e com o Dão-Lafões, a leste com o Pinhal Interior Norte, a sul com o Pinhal Litoral e a oeste com o Oceano Atlântico. Tinha uma área de 2062 km² e uma população de 332 306 habitantes (censos de 2011).
Compreendia 9 concelhos:
- Cantanhede (Coimbra)
- Coimbra (Coimbra - Sede)
- Condeixa-a-Nova (Coimbra)
- Figueira da Foz (Coimbra)
- Mealhada (Aveiro)
- Mira (Coimbra)
- Montemor-o-Velho (Coimbra)
- Penacova (Coimbra)
- Soure (Coimbra)